# The Easybeats
Gli Easybeats furono un Gruppo musicale rock australiano formato a Sydney nel 1964 e scioltosi nel 1969.
Sono ricordati per essere stati uno dei primi gruppi rock australiani a riscuotere successo anche all'estero grazie al singolo del 1966 Friday on My Mind.

## Storia
La loro formazione comprendeva 5 membri che provenivano tutti dall'Europa: Stevie Wright e Gordon "Snowy" Henry Fleet provenivano dall'Inghilterra; George Young (fratello di Malcolm e Angus Young degli AC/DC) dalla Scozia; Harry Vanda e Dick Diamonde dai Paesi Bassi.
Vanda e Young, dopo un periodo in cui scrissero brani per vari artisti diedero vita nel 1976 ai Flash and the Pan.
Nel 1986 gli Easybeats si riformarono per un breve tour in Australia.

## Formazione
- Stevie Wright - voce (1964-1969, 1986)
- Harry Vanda - chitarra solista, voce (1964-1969, 1986)
- George Young - chitarra ritmica, voce (1964-1969, 1986)
- Dick Diamonde - basso (1964-1969, 1986)[1]
- Snowy Fleet - batteria (1964-1967, 1986)
- Tony Cahill - batteria (1967-1969)

## Discografia
- 1965 - Easy
- 1966 - It's 2 Easy
- 1966 - Volume 3
- 1967 - Friday on My Mind
- 1967 - Good Friday
- 1968 - Falling off the Edge of the World
- 1968 - Vigil
- 1969 - Friends
- 1970 - Easy Ridin'